# Doroslovo
Doroslovo (izvirno srbsko Дорослово; madžarsko Doroszló) je naselje v Srbiji, ki upravno spada pod Mesto Sombor; slednja pa je del Zahodnobačkega upravnega okraja.

## Demografija
V naselju živi 1460 polnoletnih prebivalcev, pri čemer je njihova povprečna starost 42,4 let (40,1 pri moških in 44,5 pri ženskah). Naselje ima 732 gospodinjstev, pri čemer je povprečno število članov na gospodinjstvo 2,50.
Prebivalstvo je večinoma nehomogeno, a v času zadnjih treh popisov je opazno zmanjšanje števila prebivalcev.
|  |

| Demografija | Demografija     | Demografija     |
| Leto        | Št. prebivalcev | Št. prebivalcev |
| ----------- | --------------- | --------------- |
|             |                 |                 |
|             |                 |                 |
|             |                 |                 |
|             |                 |                 |
| 1948        | 2906            |                 |
| 1953        | 2835            |                 |
| 1961        | 2669            |                 |
| 1971        | 2339            |                 |
| 1981        | 2131            |                 |
| 1991        | 1864            | 1754            |
| 2002        | 1981            | 1830            |
|             |                 |                 |

| Etnična sestava po popisu iz leta 2002 | Etnična sestava po popisu iz leta 2002 | Etnična sestava po popisu iz leta 2002 | Etnična sestava po popisu iz leta 2002 | Etnična sestava po popisu iz leta 2002 |
| -------------------------------------- | -------------------------------------- | -------------------------------------- | -------------------------------------- | -------------------------------------- |
| Madžari                                | Madžari                                |                                        | 952                                    | 52,02%                                 |
| Srbi                                   | Srbi                                   |                                        | 659                                    | 36,01%                                 |
| Hrvati                                 | Hrvati                                 |                                        | 84                                     | 4,59%                                  |
| Romi                                   | Romi                                   |                                        | 39                                     | 2,13%                                  |
| Jugoslovani                            | Jugoslovani                            |                                        | 39                                     | 2,13%                                  |
| Romuni                                 | Romuni                                 |                                        | 9                                      | 0,49%                                  |
| Nemci                                  | Nemci                                  |                                        | 3                                      | 0,16%                                  |
| Črnogorci                              | Črnogorci                              |                                        | 2                                      | 0,10%                                  |
| Rusini                                 | Rusini                                 |                                        | 2                                      | 0,10%                                  |
| Ukrajinci                              | Ukrajinci                              |                                        | 1                                      | 0,05%                                  |
| Neznano                                | Neznano                                |                                        | 0                                      | 0,0%                                   |

## Romarska cerkev
V samem kraju stoji na južnem vhodu v vas tudi romarska cerkev, po položaju podružna kapela župnijske cerkve, ki je katoliško duhovno središče Subotiške škofije oziroma Bačke. 